# Cartigliano
Cartigliano (Cartijàn in veneto) è un comune italiano di 3 627 abitanti della provincia di Vicenza in Veneto, a 6 km da Bassano del Grappa e 27 da Vicenza, sulla riva sinistra del fiume Brenta.

## Origini del nome
L'origine del nome deriva da fundus Cartilianus, cioè "fondo della gens Cartilia", famiglia dedita alla fabbricazione di laterizi.
Nel 589 una piena, che cambiò il corso del Medoacus — antico nome del fiume Brenta — (prima scorreva a est di Cartigliano), allagò buona parte del territorio.

## Storia
Presso il paese si svolse una battaglia sanguinosa fra Berengario e gli Ungari. Questi calarono in Italia nell'899; Berengario li affrontò sulle rive dell'Adda e li costrinse a retrocedere fino al Brenta.
Gli Ungari, vistisi a mal partito, offrirono la resa, ma il sovrano rifiutò e fu la sua rovina. Infatti i barbari lo affrontarono, con la forza della disperazione, "ad vadum Ungherorum", cambiato più tardi in "vadum Teutonicorum", ne massacrarono l'esercito.
Era il 24 settembre dell'899: mentre i soldati di Berengario bivaccavano tranquillamente a Cartigliano, gli Ungari assalirono all'improvviso e con estrema decisione il campo che, dopo una sanguinosissima lotta, cadde nelle loro mani. L'esercito italiano andò quasi completamente distrutto con un vero e proprio massacro.
Resi baldanzosi dalla vittoria, gli Ungari tornarono a saccheggiare l'Italia settentrionale, una città dietro l'altra, Treviso, Vicenza, Bergamo, Vercelli e si spinsero fino al Gran San Bernardo. Al ritorno scesero e misero a sacco Modena, Reggio, incendiarono Nonantola e predarono Bologna.
Il paese è citato nel 1085 in una donazione al monastero di Santa Eufemia di Treviso.
Appartenne ai vescovi di Vicenza e fu feudo degli Ezzelini. Dopo la loro caduta nel 1260, seguì le sorti di Bassano del Grappa ma con una sua autonomia territoriale tant'è che nel 1278 si rivolgeva al Podestà di Padova per risolvere una disputa dei confini con il comune di Bassano del Grappa.
La Chiesa parrocchiale dei Santi Simone e Giuda, ricordata nel secolo XII, fu rimaneggiata agli inizi del Seicento e ampliata verso la fine dell'Ottocento. Il braccio sinistro del transetto, che era l'antico presbiterio, è decorato ad affreschi di Jacopo Bassano e figli (1575): Santi Pietro e Paolo, Sacrificio di Isacco, Cacciata dal Paradiso, Crocifissione; nelle vele: Dottori della Chiesa. Sull'altare si trova una pala di Bartolomeo Montagna: Madonna e santi con Padre Eterno e angeli (1497-98 circa).
A Cartigliano il 24 settembre 1863 Francesco V d'Este, ultimo Duca di Modena, sciolse ufficialmente la Brigata Estense nel cortile antistante Villa Morosini Cappello. La cerimonia fu documentata fotograficamente dal veneziano Fortunato Antonio Perini e le fotografie scattate furono fra le prime fatte in Veneto ed in Italia; copie delle foto sono conservate presso il Fotomuseo Panini.
Per l'occasione a Vienna fu coniata una medaglia commemorativa che fu distribuita alle Guardie Nobili d'Onore, agli ufficiali, ai sottufficiali ed ai soldati che erano rimasti fedeli a Francesco V d'Este negli ultimi quattro anni, dopo che il Duca era stato costretto ad allontanarsi da Modena, rifugiandosi nei territori austroungarici del Lombardo Veneto. Per questi motivi fu detta "medaglia dell'emigrazione".
Una di queste medaglie è visibile presso il Museo Civico del Risorgimento di Modena.
All'atto dello scioglimento, la brigata contava 2 722 effettivi ancora arruolati, di cui ben 1 111 (156 ufficiali e 955 militari di truppa) chiesero ed ottennero di entrare a far parte della Imperial Regia Armata Austriaca.

### Simboli
Stemma
Lo stemma è stato concesso con regio decreto del 27 luglio 1928.
Gonfalone
Bandiera
Il gonfalone e la bandiera sono stati concessi con il D.P.R. del 21 settembre 2011.

## Monumenti e luoghi d'interesse

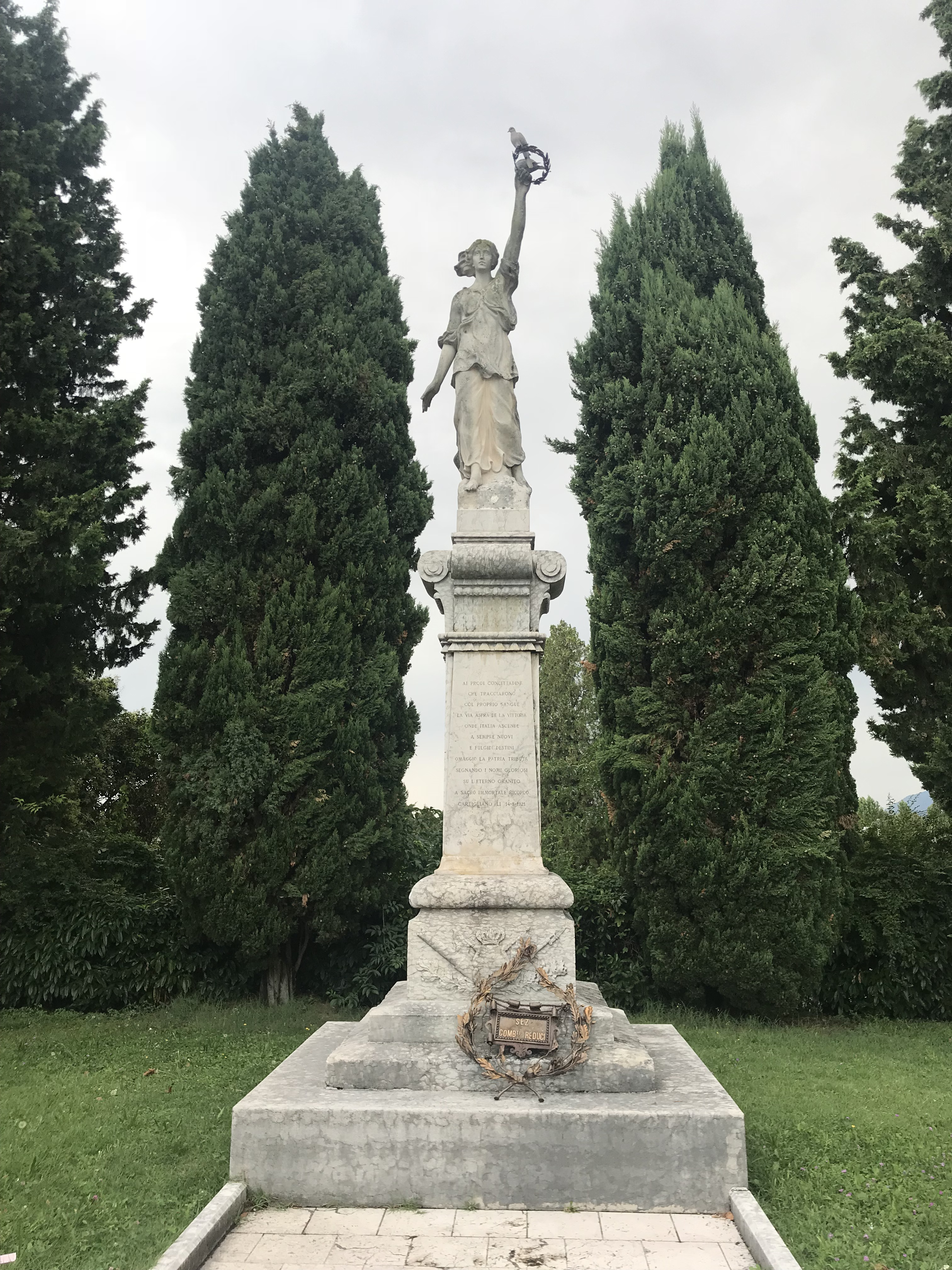
Monumento ai caduti in Piazza della Concordia

### Chiesetta di San Giorgio
Degna di nota è la chiesetta di San Giorgio, sita in località San Giorgio a nord di Cartigliano al confine con il comune di Bassano del Grappa (di proprietà della famiglia Zampese, visitabile).

È un'antica cappella, dipendente dalla pieve di Santa Maria in Colle a Bassano del Grappa, dove si organizzò la prima vita civile e religiosa della comunità composta dalla popolazione longobarda che si era stabilita nel territorio.

Alcuni storici la fanno risalire ad alcuni secoli prima dell'anno mille, ma è nel 1262 che per la prima volta viene citata come bene degli Ezzelini a Cartigliano.

La chiesa presenta una facciata principale con un affresco di San Giorgio a cavallo con al suo fianco una principessa con la corona sul capo.

### Villa Morosini-Cappello
La Villa Morosini-Cappello, attualmente sede municipale, fu costruita dopo il 1581 dalla famiglia Morosini, una delle più antiche e prestigiose della Serenissima Repubblica di Venezia, su progetto di Francesco Zamberlan, tuttavia né la data né il nome dell'architetto sono certi. L'aspetto più originale della villa è un corpo centrale, rettangolare e su due piani.
Al piano terra la costruzione presenta un porticato e al piano nobile una loggia ionica che, per magnificenza, non ha paragoni nella storia delle ville venete. Sia il porticato che la loggia si svolgono su tutti i lati. Al centro dei lati lunghi aggettano due avancorpi, uno verso l'area privata e l'altro verso il Brenta, che scorre poco lontano, caratteristica questa che ne fa l'unica villa veneta "bifacciale". Dalla loggia posta al piano nobile si poteva spaziare con lo sguardo sui possedimenti che la famiglia veneziana aveva in zona, costituiti da oltre 1000 campi, mulini e stabilimenti per la bachicoltura. L'avancorpo della facciata è sormontato da un attico frontonato. Questa villa presenta, sia nell'esterno che nell'interno, soluzioni che, pur presupponendo l'esperienza palladiana, sono del tutto nuove e originali, per cui è destinata a rimanere un episodio architettonico isolato e irripetuto.
Il complesso architettonico della villa comprende un ampio giardino racchiuso da due edifici a barchessa e da un lungo muro perimetrale, interrotto ad oriente da due pilastri che ne segnano l'ingresso, e diviso a metà dalla strada principale del paese e le barchesse, dove i rispettivi lati est sono stati adibiti ad abitazioni private.

### Parco faunistico Cappeller
Il parco faunistico Cappeller è un parco di 40000 m2, che ospita al suo interno centinaia di specie di animali, per i quali è stato ricreato un habitat ideale. Ospita anche un orto botanico con più di 500 specie di essenze arboree.

### Tumulo degli Ungari
Luogo di sepoltura dei caduti della battaglia dell'899 sito in via Rive.

## Società

### Evoluzione demografica
Abitanti censiti

## Amministrazione

### Sindaci dal 1995

Il gonfalone comunale

| Periodo | Periodo   | Primo cittadino   | Partito                          | Carica  | Note |
| ------- | --------- | ----------------- | -------------------------------- | ------- | ---- |
| 1995    | 2004      | Roberto Scalco    | Lista "Passione per Cartigliano" | Sindaco |      |
| 2004    | 2014      | Germano Racchella | Lista civica                     | Sindaco |      |
| 2014    | 2019      | Guido Grego       | Lista civica                     | Sindaco |      |
| 2019    | In carica | Germano Racchella | Lista "Passione per Cartigliano" | Sindaco |      |

### Gemellaggi
- Kimle (nel corso del 2006 gli è stata dedicata una via)